# دورناو (بیبراخ)
دورناو (به آلمانی: Dürnau) یک شهر در آلمان است که در Biberach واقع شده‌است.